# Cappella di Sant'Angelo (Tramonti)
La Cappella di Sant'Angelo, chiamata anche Cappella Rupestre, è una cappella nella frazione di Gete del comune di Tramonti.

## Storia

### Preesistenze pagane
Nel II secolo la grotta in cui è costruita l'attuale cappella, era utilizzata come necropoli pagana,infatti, sono stati ritrovati qui urne cinerarie e affreschi.

### Costruzione della cappella
Dal V secolo nel territorio di Tramonti videro la luce alcuni insediamenti eremitici che portarono lungo i secoli alla costruzione di alcune cappelle tra cui quelle di San Pietro e di Sant'Angelo.
La costruzione della cappella di Sant'Angelo risale intorno al VIII secolo come semplice luogo di culto in grotta.

### Ampliamento della cappella
Nel XII secolo la cappella fu ampliata con elementi murari in stile romanico e poi successivamente in stile gotico e fu inglobata nella chiesa di Sant'Angelo come cripta. In questo secolo, precisamente nel 1133 la chiesa di Sant'Angelo viene citata per la prima volta in un documento scritto, così come nel 1181 e in altri cronologicamente successivi: nel 1291 è chiamata col nome di Sant'Angelo de Gradu, nel 1300 i compatroni della chiesa nominano Angelo de Geta e Sergio de Palumbo per presentare all'Arcivescovo di Amalfi la nomina del nuovo rettore Pandulfo de Bulbico e nel 1328 è citata in un documento di vendita di un castagneto confinante con la sua proprietà.

### Interdizione della cappella
Nel 1571 l'arcivescovo di Amalfi Mons. Montilio interdisse al culto la chiesa per via delle condizioni indecorose in cui si trovava a causa "ad humiditate et puticitia" e nel 1580 la cappella della confraternita di San Marco divenne sede parrocchiale.

### Alluvione del 1735
Il 9 novembre 1735 un'alluvione distrusse quasi completamente la chiesa di Sant'Angelo, in cui era stata inglobata la cappella.
(Matteo Camera Memorie storico-diplomatiche dell'antica citta e ducato di Amalfi, pag. 442)
Della chiesa rimasero in piedi solo un muro laterale lungo 17 metri e la cappella rupestre.
L'alluvione modificò quasi sicuramente la topografia di Gete e per questo nel 1743 la chiesa di San Michele Arcangelo venne ricostruita più a monte rispetto alla primitiva.

### Ampliamento del 1931
Nel 1931 venne aggiunto un ampliamento alle strutture rupestri. Nel 1954 a causa di un'alluvione le aggiunte furono portate via dalla piena e riemersero le originarie costruzioni rupestri.

### I restauri
Tra gli anni 70 e 80 la cappella venne restaurata. 
Nel 1980 la cappella, che era diventata proprietà della famiglia Russo, fu ceduta alla parrocchia di San Michele Arcangelo.
Successivamente la cappella fu lasciata all'incuria e al degrado, a tal punto che nel 2009 si resero necessari nuovi restauri conclusi nel 2010 con la riapertura al culto della cappella.